# Trpín (Repubblica Ceca)
Trpín è un comune della Repubblica Ceca facente parte del distretto di Svitavy, nella regione di Pardubice.